# Tony Stark
Tony Stark ist eine zwischen 1975 und 1982 erschienene frankobelgische Comicserie.

## Handlung
Tony Stark ist der Sohn eines einfachen Farmers. Als Schriftsteller bereist er die Welt, um neue Ideen für seine Bücher zu finden. Seine Reisen führen ihn sowohl in den hohen Norden als auch in den tropischen Süden. Nicht wenige Male muss er Verbrechern das Handwerk legen. Da er sich stark für den Umweltschutz einsetzt, arbeitet er mehrmals mit der Biologin Karin Stern zusammen.

## Hintergrund
Im Auftrag von Koralle entwickelte Edouard Aidans eine Abenteuerserie, die er selbst zeichnete. Jean Van Hamme, der als Texter nicht erwähnt wurde, schrieb die Geschichten mit Ausnahme der ersten und der letzten Episode. Die Serie erschien in der Zack Parade und im alten Zack. Einzelne Alben kamen in der Zack Comic Box und im Zack Super Album  heraus. Ehapa veröffentlichte zwei Alben in Detektive, Gauner und Agenten. Kult Comics veröffentlichte 2016 eine zweibändige Gesamtausgabe. Im französischen Sprachraum erfolgte zunächst der Vorabdruck in Super As und dann die Veröffentlichung in Albenform.

## Geschichten
| Nr. | Titel                     | Jahr    |
| --- | ------------------------- | ------- |
| 1   | Die Jagd auf den Koffer   | 1975/76 |
| 2   | Der Gefangene des Himmels | 1976/77 |
| 3   | Der Millionen-Puma        | 1978    |
| 4   | Das Tribunal der Wölfe    | 1978    |
| 5   | Die Wolkendiebe           | 1979    |
| 6   | Die Diamanten des Mr. D.  | 1979/80 |
| 7   | Operation Jonas           | 1980    |
| 8   | Das Leben der anderen     | 1982    |